# David Stock
David Frederick Stock (Pittsburgh, Pennsylvania, 3 juni 1939) is een Amerikaans componist, muziekpedagoog en dirigent.

## Levensloop
Stock studeerde trompet en compositie bij Nikolai Lopatnikoff en Alexei Haieff aan de Carnegie-Mellon Universiteit in Pittsburgh waar hij zijn Bachelor of Music in 1962 en zijn Master of Music in 1963 behaalde. Later ging hij aan de Brandeis University in Waltham, Massachusetts, waar hij bij Arthur Berger studeerde en eveneens een Master of Music behaalde. In 1960 en 1961 deed hij ook studies aan de École Normale de musique de Paris in Parijs alsook aan het Berkshire Music Center.
Aansluitend werkte hij als docent en later als professor aan het Cleveland Institute of Music in Cleveland (Ohio), het New England Conservatory, Boston, Massachusetts, het Antioch College alsook aan de Universiteit van Pittsburgh in Pittsburgh, Pennsylvania. In 1976 stichtte hij het Pittsburgh New Music Ensemble en was de dirigent tot 1999. Hij wisselde aan de Duquesne Universiteit in Pittsburgh en is daar professor en Composer in Residence alsook dirigent van het Duquesne Contemporary Ensemble.
Hij is onder andere gast-dirigent van Silezisch Philharmonisch Orkest (Polen), Foro Internacional de Música Nueva Mexico-Stad, Eclipse Peking, het Pittsburgh Symphony Orchestra, het Chautauqua Symphony Orchestra, het Cleveland Chamber Symphony Orchestra, het American Dance Festival en het Baltimore Symphony Orchestra.
Als componist heeft hij werken voor verschillende genres geschreven, die naast de Verenigde Staten ook in Europa, Mexico, Australië, China en Zuid-Korea uitgevoerd worden.

## Composities

### Werken voor orkest

#### Symfonieën
- 1963 Symphony in One Movement
- 1996 Second Symphony
- 1999 Third Symphony, Tikkun Olam
- 2001 Fourth Symphony

#### Concerten
- 1987 Tekiah, voor trompet en kamerorkest
  1. Light, airy, propulsive
  2. Warm, flexible tempo - Fleeting, scurrying
  3. With energy, relentlessly
- 1995 Concerto, voor viool en orkest
- 1997 Concerto, voor altviool en orkest
- 2000 Concierto Cubano, voor viool solo en strijkorkest
- 2001 Concerto, voor cello en orkest

#### Andere werken
- 1957 Divertimento
- 1963 Capriccio, voor klein orkest
- 1973 Inner Space
- 1978 Triflumena
- 1978 Zohar
- 1978 Triflumena
- 1983 A Joyful Noise
- 1983 American Accents, voor kamerorkest
- 1985 Back to Bass-ics, voor strijkorkest
- 1986 Y'rusha, voor klarinet en 7 instrumenten
- 1986 On the Shoulders of Giants
- 1990 Kickoff
- 1991 The Center Holds
- 1993 Fanfarria
- 1995 Available Light, voor kamerorkest
- 1996 In the High Country
- 1999 Yizkor, voor strijkorkest

### Werken voor harmonieorkest, brassband of koperensemble
- 1974 Nova, voor harmonieorkest
- 1977 Body Electric, voor harmonieorkest
- 1985 The 'Sliperty Stomp, voor harmonieorkest
- 1985 Evensong, voor althobo en harmonieorkest
- 1988 No Man's Land, voor harmonieorkest
- 1989 The Winds of Summer, voor altsaxofoon en harmonieorkest
- 1990 March from "On the Shoulders of Giants", voor harmonieorkest
- 1992 Earth Beat, voor solo pauken en harmonieorkest
- 2000 M’bonda Na Mabinda, voor Afrikaanse trommen en brassband
- 2001 Fanfare for Duquesne, voor 6 trompetten, 4 hoorns, 3 trombones, eufonium, tuba, 2 grote trommen, 2 kleine trommen, 2 crashbekkens
- 2002 Nine-One-One, voor harmonieorkest
- 2002 Concerto, voor saxofoonkwartet en harmonieorkest
- 2008 Black and Gold, voor brassband

### Cantates
- 1999 A Little Miracle, cantata voor mezzo-sopraan en kamerorkest - tekst: Bess Weldon

### Kamermuziek
- 1962 Strijkkwartet Nr. 1
- 1964 Serenade, voor dwarsfluit, klarinet, hoorn, altviool en cello
- 1966 Kwintet, voor klarinet en strijkers
- 1975 Dreamwinds, voor blazerkwintet
- 1976 Brass Rubbing, voor zes trompetten
- 1981 Strijkkwartet Nr. 2 "Speaking Extravagantly"
- 1994 Strijkkwartet Nr. 3
- 1994 Sonidos de la Noche, voor klarinet, viool, cello en piano
- 1997 Strijkkwartet Nr. 4
- 1999 A Vanished World, voor dwarsfluit, altviool en harp
- 2001 Strijkkwartet Nr. 6
- 2005 Strijkkwartet Nr. 5

### Werken voor slagwerk
- 1999 Flying Time, voor slagwerk-ensemble